# 青羊驿站
青羊驿站是位于陕西省勉县青羊驿乡的一个铁路车站，邮政编码724200。车站建于1977年，有阳安铁路经过该站，现仅办理货运，不办理客运业务，车站及其上下行区间均为电气化区段。车站距离阳平关站50公里，隶属西安铁路局，是四等站。